# Грабовська Галина Володимирівна
Галина Володимирівна Грабовська (* 28 січня 1971, Львів) — українська перекладачка.

## Біографічні дані
У 1988—1993 роках Галина Грабовська навчалась у Львівському державному університеті імені Івана Франка. З 2000-го по 2003 рік — у Колумбійському національному університеті (Богота, Колумбія).
Проживає у Львові. Одружена.

## Творчість
Галина Грабовська перекладає з іспанської й англійської мов. Дебютувала 2002 року в журналі «Кур'єр Кривбасу» перекладом оповідання Хуліо Кортасара «Слина диявола». 2005 року в журналі «Всесвіт» опубліковано її переклад повісті Ґабрієля Ґарсії Маркеса «Записник з моїми сумними курвами». У доробку Галини Грабовської також твори Маріо Варґаса Льйоси, Артуро Переса-Реверте, Адольфо Біоя Касареса й Альфредо Брісе Еченіке. Переклала з англійської повість Рекса Стаута «Отрута в меню».

## Переклади
- Хуліо Кортасар. «Слина диявола». — «Кур'єр Кривбасу», № 154, 2002
- Хав'єр Маріас. «Що сказав мажордом». — «Кур'єр Кривбасу», № 175, 2004
- Ґабрієль Ґарсія Маркес. «Записник з моїми сумними курвами». — «Всесвіт», № 11-12, 2005 [Архівовано 8 серпня 2017 у Wayback Machine.]
- Альфредо Брісе Еченіке. «Портрет письменника з чорним котом». — «Всесвіт» № 7-8, 2006 [Архівовано 17 липня 2017 у Wayback Machine.]
- Рекс Стаут. «Отрута в меню». — «Всесвіт» № 7-8, 2007 [Архівовано 10 серпня 2017 у Wayback Machine.]
- [Архівовано 10 серпня 2017 у Wayback Machine.]
- Ґабрієль Ґарсія Маркес «Літак сплячої красуні. Я наймаюся бачити сни». — «Всесвіт» № 9-10, 2007 [Архівовано 12 серпня 2017 у Wayback Machine.]
- Хуліо Кортасар. «Переслідувач». — «Всесвіт», № 11-12, 2007
- Хуліо Кортасар. «Південна автострада». — «Всесвіт», № № 3-4, 2009 [Архівовано 16 липня 2017 у Wayback Machine.]
- Феліпе Фернандес-Арместо «Були на землі велетні». — «Збруч», 2015 [Архівовано 12 серпня 2017 у Wayback Machine.]
- Хорхе Луїс Борхес. «Зайда», «Хуан Муранья». — «Всесвіт» № 3-4, 2016
- [Архівовано 10 серпня 2017 у Wayback Machine.]
- Маріо Варґас Льйоса. «Коротке слово про культуру». — «Збруч», 2017 [Архівовано 12 серпня 2017 у Wayback Machine.]
- Артуро Перес-Реверте. «Готи імператора Валента». — «Збруч», 2017 [Архівовано 10 серпня 2017 у Wayback Machine.]
- Феліпе Фернандес-Арместо. Есеї. — «Збруч»
- Саймон Вінчестер. «Професор і безумець». — «Всесвіт», № 5-6, 7-8, 2019
- Ґабрієль Ґарсія Маркес. «Скандал сторіччя. Тексти для газет і журналів (1950—1984)». — К.: Видавництво Анетти Антоненко, 2019, 356 с. ISBN 9786177654208
- Орасіо Кіроґа. «Оповіді про кохання, божевілля та смерть» — К.: Видавництво Анетти Антоненко, 2020, 224 с. ISBN 9786177654321
- Хуліо Кортасар. «Таємна зброя» — К.: Видавництво Анетти Антоненко, 2020, 176 с. ISBN 9786177654406
- Хорхе Луїс Борхес. «Повідомлення Броуді». — К.: Видавництво Анетти Антоненко, 2020, 96 с. ISBN 9786177654499
- Ісабель Альєнде. «Жінки душі моєї». — К.: Видавництво Анетти Антоненко, 2021. — 176 с. ISBN 9786177654581
- Антоніо Буеро Вальєхо. «Судді уночі». — К.: Видавництво Анетти Антоненко, 2021.10 — 144 с. ISBN 97861776547
- Маріо Варґас Льйоса. «Поклик племені». — К.: Видавництво Анетти Антоненко, 2022. — 272 с. ISBN 9786177654796
- Ісабель Альєнде. «Віолета». — К.: Видавництво Анетти Антоненко, 2022. — 336 с. ISBN 9786177654864
- Хуліо Кортасар "Оповідки про хронопів і фамів". — К.: Видавництво Анетти Антоненко, 2023. - 96 с. ISBN: 9786175530078.
- Хуліо Кортасар "Усі вогні - вогонь". -  К.: Видавництво Анетти Антоненко, 2023. - 160 с. ISBN: 9786175530139
- Хорхе Луїс Борхес. «Приватна книгозбірня. Передмови». — К.: Видавництво Анетти Антоненко, 2023, 136 с. ISBN 9786175530191
- Ісабель Альєнде "Вітер знає моє ім'я". - К.: Видавництво Анетти Антоненко, 2023 - 272 с. ISBN: 9786175530276
- Хорхе Луїс Борхес. "Борхес, неписаний". - К.: Видавництво Анетти Антоненко, 2024. - 76 с. ISBN: 9786175530467
- Хорхе Луїс Борхес. "Прологи, з прологом прологів". - К.: Видавництво Анетти Антоненко, 2024. - 208 с. ISBN: 9786175530498

## Зовнішні зв'язки
- 26 Форум видавців у Львові. Галина Грабовська про свій переклад книжки Ґабрієля Ґарсії Маркеса «Скандал сторіччя. Тексти для газет і журналів (1950—1984)». Радіо «Культура», 22.09.2019